# Sessió 9
Sessió 9 (títol original: Session 9) és una pel·lícula estatunidenca dirigida per Brad Anderson i estrenada l'any 2001. Ha estat doblada al català

## Argument
Fa quinze anys que l'Hospital Mental de Danvers (Massachusetts), que s'aixeca amenaçador enmig d'un bosc, ha estat tancat, i els veïns procuren mantenir-se allunyats del lloc. Gordon Fleming (Peter Mullan), un emigrant escocès que dirigeix Hazmat Elimination Co., necessita urgentment aconseguir el contracte per retirar els perillosos residus d'amiant de l'hospital. Per tancar l'acord, Gordon, imprudentment, promet a l'enginyer local Bill Griggs (Paul Guilfoyle) que el treball durarà només una setmana. Una vegada signat el contracte, els homes de Hazmat s'endinsen en els vasts i esborronadors salons i passadissos de l'hospital. A mesura que passa el temps, l'equip se sent cada vegada més arrossegat pels misteris que envolten a l'hospital.

## Repartiment
- Peter Mullan: Gordon « Gordy » Fleming
- David Caruso: Phil
- Stephen Gevedon: Mike
- Josh Lucas: Hank
- Brendan Sexton III: Jeff, el nebot de Gordon
- Larry Fessenden: Craig McManus
- Paul Guilfoyle: Bill Griggs
- Charley Broderick: guarda de seguretat
- Lonnie Farmer: el psicòleg (veu)
- Jurian Hughes: Mary Hobbes (veu)
- Sheila Stasack: Wendy (veu)

## Al voltant de la pel·lícula
- Premis 2001: Festival de Cinema Fantàstic de Sitges: Millor director
- Encara que Sessió 9 va ser presentat al Festival de Deauville el setembre de 2001 i al festival de Gérardmer el gener de 2004, el film no va sortir directament en vídeo fins a l'any 2006.
- Dos actors d'Experts o les seves sèries derivades treballen a Sessió 9: David Caruso (CSI: Crime Scene Investigation: Miami) i Paul Guilfoyle (CSI: Crime Scene Investigation).